# Глебовицкий, Николай Павлович

Николай Глебовицкий

Никола́й Па́влович Глебови́цкий (1876—1918) — галицко-русский писатель и политический деятель. Писал на русском языке.
Родился в семье униатского священника в селе Черемхове Коломыйского уезда на Буковине (Австро-Венгрия, ныне Ивано-Франковская область, Украина). Начальное и среднее образование он получил в Черновицах и в Коломые, а высшее — на юридическом факультете Венского университета.
Опубликовал «Рассказы и очерки» (Львов, 1905) и «Этюды и очерки» (Львов, 1906). Очерки и рассказы Н. Глебовицкого описывают крестьянскую жизнь в австрийской Галиции, шляхетский произвол, взаимную вражду крестьян из-за земли, другие отражают философские или политические раздумья автора. Подражал Ивану Тургеневу. Наиболее удавшиеся его рассказы — это «В одну из майских ночей», «Per aspera», «Usque ad finem».
В 1907 году Н. П. Глебовицкий был избран депутатом австрийского парламента, где защищал права русинского крестьянства и русского языка в парламенте. Он поддержал русского депутата Дмитрия Маркова, который выступил 9 июня 1907 года в парламенте на русском языке, как языке населения его избравшего и его организации, Русской народной партии. В 1908 году приезжал в Россию в числе других славянских депутатов Австро-Венгрии, принимал участие в пражских славянских съездах.
В 1914 году, когда началась Первая мировая война, Н. Глебовицкий был арестован, вывезен в концлагерь Талергоф, что вызвало болезни, от которых он скончался в 1918 году.